# Fopius persulcatus
Fopius persulcatus är en stekelart som först beskrevs av Filippo Silvestri 1916.  Fopius persulcatus ingår i släktet Fopius och familjen bracksteklar.

## Underarter
Arten delas in i följande underarter:
- F. p. substriatus
- F. p. lumpurensis
- F. p. curtiarticulatus